# 妹尾河童
妹尾河童（日语：／ Senoh Kappa，1930年（昭和5年）6月23日 - ），舊名妹尾 肇（日语：／ Senoh Hazime），為日本舞台設計師、作家。
妹尾河童出生於日本兵庫縣神戸市長田區鷹取町。1954年自學後以舞台設計身分嶄露頭角，此後活躍於戲劇、歌劇、芭蕾舞、音樂劇、電視等表演藝術的舞台設計，為日本當代具代表性的舞台設計家。曾獲「紀伊國屋演劇賞」、「山多利音樂賞」、「藝術祭優秀賞」、「兵庫縣文化賞」、「每日出版文化賞」等眾多獎項。除小說《少年Ｈ》以外，大多數作品以細膩插圖配上觀點獨特幽默的散文而廣受歡迎。
妻子為隨筆作家風間茂子。

## 生平
就學于舊制第二神戶中學校(現兵庫縣立兵庫高等學校)，期間由於神戶市遭到空襲，河童家的房子被毀，住在教室改造的簡易屋子里。1949年（昭和24年），畢業。
1952年（昭和27年），赴東京發展，寄宿於日本舞臺藝術大師藤原義江家中，起先從事插圖設計工作，並未曾效力于藤原家和歌劇團。
1954年（昭和29年），受藤原義江鼓勵，為藤原歌劇團設計托斯卡舞台，這是妹尾的第一個作品，上演后大受好評。之後以舞台設計身分踏入表演藝術界。
1970年（昭和45年），獲選日本文化廳新進藝術家在外研修員，留學歐洲學習舞臺美術學。
1976年（昭和51年），出版第一本《窺看~》系列 - 《窺看歐洲》。
1997年（平成9年），獲每日出版文化獎特別獎。
河童本來是外號，這個外號太有名因此很多人反而不知道他的真名，於是1970年在家庭裁判所正式改名為妹尾河童（現在身份證上亦是此名）。

## 軼聞
因為妹尾河童“senoh kappa”在日語中發音的緣故，常被誤聽作“henoh kappa”(意為河童之屁，日語中指無關緊要，無足輕重)。

## 作品
- 窺看歐洲
- 窺看印度
- 窺看日本
- 窺看河童
- 窺看舞台
- 廁所大不同
- 工作大不同
- 河童雜記本
- 河童旅行素描本
- 邊走邊啃醃蘿蔔
- 《少年H》

## 書目
1. ↑   《河童雜記本》，妹尾河童，北京：生活·讀書·新知三聯出版社，2006.12

## 相關鏈接
- 藤原義江
- 戲劇
- 舞臺美術